# Mare Tenebrarum
Mare Tenebrarum (łac. morze ciemności, morze mroków) – określenie wód okalających Europę. Jego użycie zapoczątkowane zostało przez starożytnych Greków i odnosiło się głównie do Oceanu Atlantyckiego, który w ich percepcji stanowił „koniec świata”.